# Campeonato de Fútbol de Nueva Zelanda 2009-10
El Campeonato de Fútbol de Nueva Zelanda 2009/10 (New Zealand Football Championship en inglés) fue la sexta edición del máximo torneo futbolístico del país insular, Nueva Zelanda. Este Campeonato sería el último en recibir la denominación de New Zealand Football Championship ya que a partir de la temporada 2010/11 el torneo comenzaría a llamarse ASB Premiership por razones comerciales.
Como la edición previa, en el Campeonato participaron 8 equipos de las diversas regiones más pobladas del país. El Waitakere United consiguió su segundo título dejando como subcampeón al Canterbury United.

## Equipos participantes
| Equipo                | Ciudad           | Estadio           | Capacidad |
| --------------------- | ---------------- | ----------------- | --------- |
| Waitakere United      | Waitakere        | Park Hall         | 2500      |
| Auckland City FC      | Auckland         | Kiwitea Street    | 4000      |
| Team Wellington       | Wellington       | Newtown Park      | 5000      |
| Canterbury United     | Christchurch     | English Park      | 8000      |
| Hawke's Bay United    | Napier           | Bluewater Stadium | 4000      |
| Waikato Football Club | Hamilton         | Fred Jones Park   | 2000      |
| Otago United          | Dunedin          | Carisbrook        | 29 000    |
| YoungHeart Manawatu   | Palmerston North | Memorial Park     | 8000      |

## Tabla de posiciones
J: partidos jugados; G: partidos ganados; E: partidos empatados; P: partidos perdidos; GF: goles a favor;
GC: goles en contra; DG: diferencia de goles; Pts: puntos

| Pos | Equipo              | PJ | G | E | P  | GF | GC | Dif | Pts |
| --- | ------------------- | -- | - | - | -- | -- | -- | --- | --- |
| 1   | Auckland City FC    | 14 | 9 | 4 | 1  | 33 | 13 | +20 | 31  |
| 2   | Waitakere United    | 14 | 9 | 2 | 3  | 31 | 22 | +9  | 29  |
| 3   | Team Wellington     | 14 | 7 | 0 | 7  | 22 | 24 | -2  | 21  |
| 4   | Canterbury United   | 14 | 5 | 3 | 6  | 23 | 16 | +7  | 18  |
| 5   | Otago United        | 14 | 5 | 3 | 6  | 16 | 22 | -6  | 18  |
| 6   | YoungHeart Manawatu | 14 | 4 | 4 | 6  | 19 | 24 | -5  | 16  |
| 7   | Hawke's Bay United  | 14 | 4 | 4 | 6  | 18 | 27 | -11 | 15  |
| 8   | Waikato FC          | 14 | 3 | 1 | 10 | 19 | 33 | -14 | 10  |

|  | Clasificación a los playoffs y la Liga de Campeones de la OFC 2010-11 |

|  | Clasificación a los Playoffs |

## Playoffs

### Semifinales
| Team Wellington  | 3:2 | Waitakere United |
| Waitakere United | 2:1 | Team Wellington  |

| Canterbury United | 1:2 | Auckland City |
| Canterbury United | 3:0 | Auckland City |

### Final
| Waitakere United | 3:1 | Canterbury United |

| Bandera de Nueva Zelanda           |
| Campeón Waitakere United 2º título |